# RED Air
RED Air es una aerolínea de bajo costo dominicana, fundada en enero de 2020 como una empresa conjunta entre la aerolínea venezolana LASER Airlines y el operador dominicano SERVAIR Dominicana. La aerolínea inició sus operaciones en noviembre de 2021 y tiene como base principal el Aeropuerto Internacional de La Romana y oficinas centrales en Santo Domingo, República Dominicana.

## Historia
RED Air fue fundada en enero de 2020 bajo la asociación entre LASER Airlines, una aerolínea venezolana, y SERVAIR Dominicana, un operador aéreo dominicano. La aerolínea obtuvo su Certificado de Operador Aéreo (AOC) en agosto de 2021, lo que le permitió comenzar con sus vuelos comerciales. Su vuelo inaugural ocurrió en noviembre de 2021, operando inicialmente dos vuelos diarios entre Santo Domingo y Miami. Desde su lanzamiento, RED Air ha expandido sus destinos. En 2022, comenzó a operar vuelos entre Santo Domingo y Caracas.
En septiembre de 2024, la aerolínea añadió la ruta Santo Domingo - Willemstad en Curazao a su red.

## Destinos
A diciembre de 2024, RED Air opera vuelos regulares a los siguientes destinos:
| Países                        | Destinos      | Aeropuertos                                         |
| ----------------------------- | ------------- | --------------------------------------------------- |
| Curazao                       | Willemstad    | Aeropeuerto Internacional Hato                      |
| Estados Unidos                | Miami         | Aeropuerto Internacional de Miami                   |
| República Dominicana          | La Romana     | Aeropuerto Internacional de La Romana HUB           |
| República Dominicana          | Santo Domingo | Aeropuerto Internacional Las Américas               |
| Venezuela                     | Caracas       | Aeropuerto Internacional de Maiquetía Simón Bolívar |
| Total: 5 destinos en 4 países |               |                                                     |

## Flota

### Flota actual
RED Air opera las siguientes aeronaves en la actualidad:
| Aeronaves               | En servicio | Pedidos | Pasajeros                                          | Pasajeros                                          | Pasajeros                                          | Matrículas                                         | Antigüedad                                         |
| Aeronaves               | En servicio | Pedidos | C                                                  | Y                                                  | Total                                              | Matrículas                                         | Antigüedad                                         |
| ----------------------- | ----------- | ------- | -------------------------------------------------- | -------------------------------------------------- | -------------------------------------------------- | -------------------------------------------------- | -------------------------------------------------- |
| McDonnell-Douglas MD-82 | 2           | —       | 12                                                 | 137                                                | 149                                                | HI1069                                             | 36,9 años                                          |
| McDonnell-Douglas MD-82 | 2           | —       | 12                                                 | 137                                                | 149                                                | HI1066                                             | 34,6 años                                          |
| Total                   | 2           | —       | Edad media de la flota (abril de 2025): 35,8 años. | Edad media de la flota (abril de 2025): 35,8 años. | Edad media de la flota (abril de 2025): 35,8 años. | Edad media de la flota (abril de 2025): 35,8 años. | Edad media de la flota (abril de 2025): 35,8 años. |

### Flota anterior

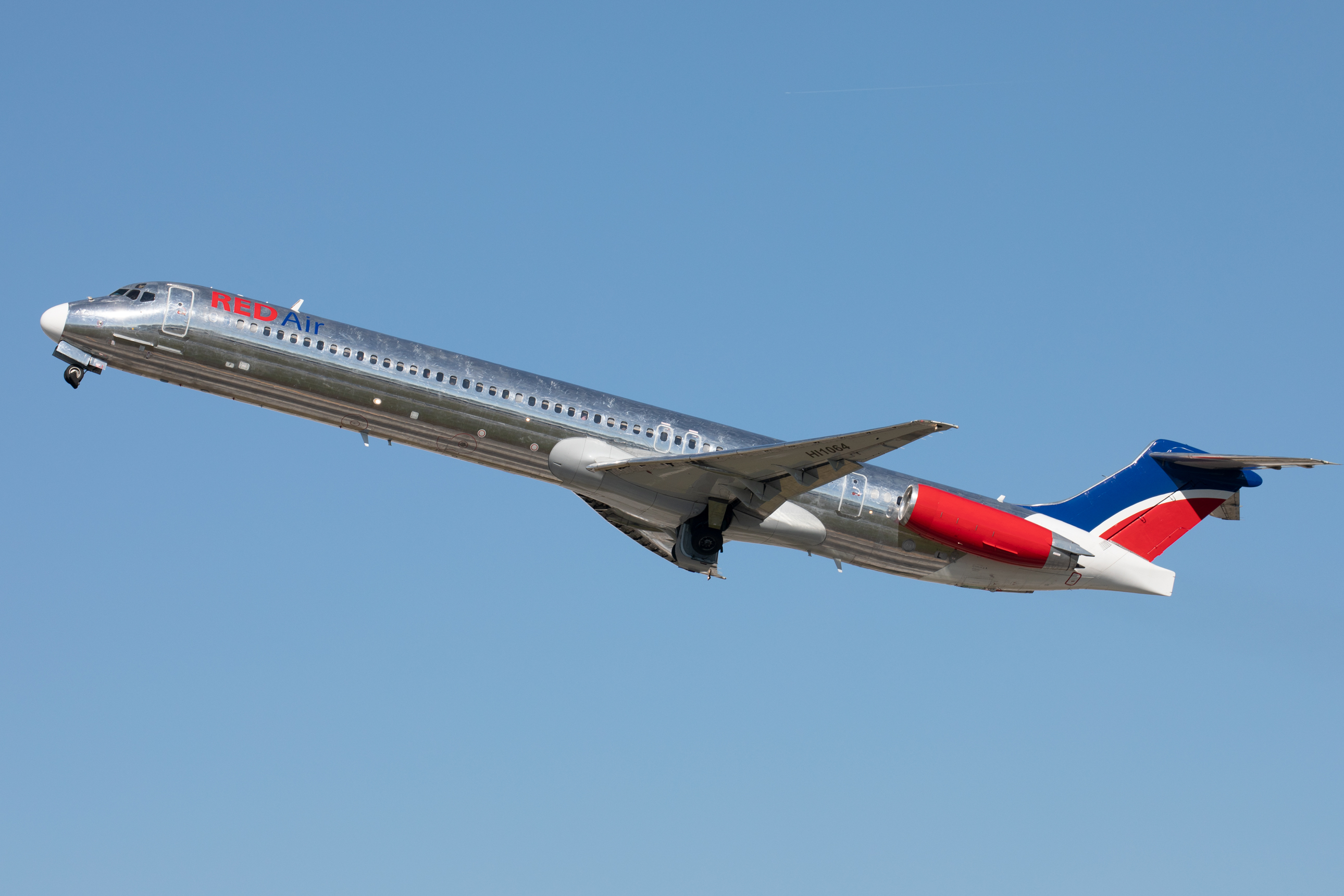
Un RED Air McDonnell Douglas MD-82 despegando del Aeropuerto Internacional de Miami en 2022. Este mismo avión se estrelló 4 meses después como el vuelo 203.

RED Air operó anteriormente los siguientes aviones:
| Aeronave                | Total | Introducido | Retirado | Matrículas | Notas                       |
| ----------------------- | ----- | ----------- | -------- | ---------- | --------------------------- |
| Airbus A320-200         | 1     | 2023        | 2024     | 9H-VDS     |                             |
| McDonnell-Douglas MD-81 | 1     | 2020        | 2022     | HI1041     | Arrendado de LASER Airlines |

## Accidentes e incidentes
- El 21 de junio de 2022, el vuelo 203 de RED Air experimentó un colapso del tren de aterrizaje. El McDonnell Douglas MD-82 (registrado como HI1064) se deslizó a través de una torre de comunicaciones y se incendió en el Aeropuerto Internacional de Miami. Las 140 personas a bordo sobrevivieron. Al menos tres personas fueron hospitalizadas con heridas leves.[7][8] La aeronave ha sido dada de baja y considerada como pérdida total.[9][10][11] Una investigación de la NTSB sobre la causa del accidente está en curso.[12][13]